# ダイオウヒラタクワガタ

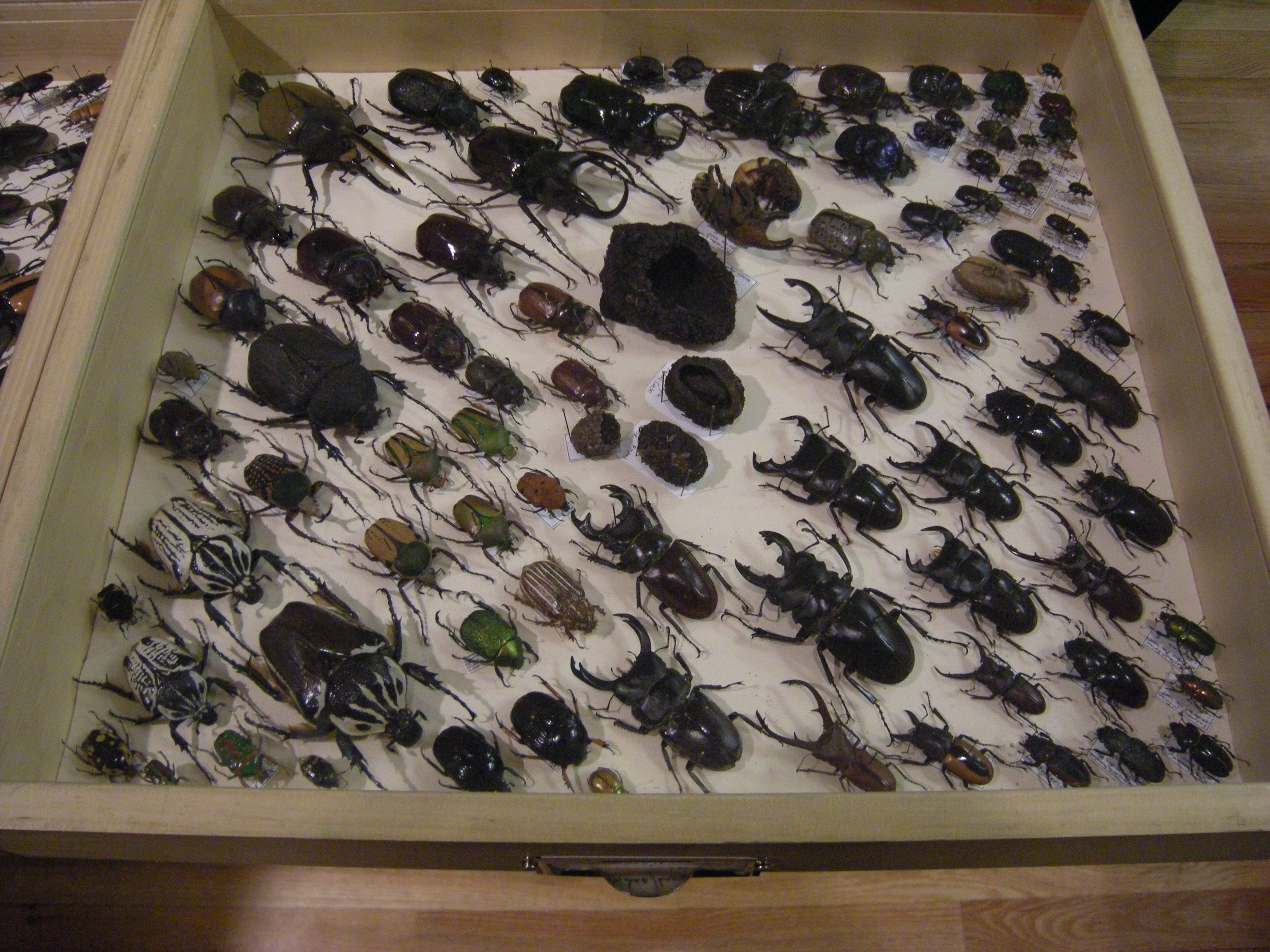
ダイオウヒラタクワガタ
（アルケスツヤクワガタの中間型(モーレンカンプオオカブトと向き合っている)と原歯型を挟んだ間）

ダイオウヒラタクワガタ（大王平鍬形 Dorcus  bucephalus）は、コウチュウ目クワガタムシ科クワガタ属に属するクワガタムシの一種である。
学名のbucephalusは”牛の頭”を意味するが、これは湾曲した大顎が牛の角に似ているためである。またアレキサンダー大王の軍馬の名前でもあり、和名のダイオウはここに由来している。

## 分布
ジャワ島特産種で、熱帯雨林帯の高標高地に生息し、夜行性で昼は木の洞などに潜む。標高1200-2000mの熱帯照葉樹林に棲息するが、原生林の保存状態が良好な地域では標高500mくらいまで棲息する。確認された棲息地の最高地点は2300m。ジャワ島にはDorcus titanus（オオヒラタクワガタ）が分布しておらず、本種はジャワ島におけるオオヒラタクワガタの代置種とも考えられている。体型に地域による若干の変異があり、島の東部に住む個体群と西部に住む個体群とでは顎の形状に違いが出ることが知られている。
日本ほど四季の違いがない地域に生息しているため、他のオオヒラタ種と同様にほぼ1年を通じて採集、観察できる。雨期には樹上に多く、乾期には樹根の下の地中に多い。個体数の増減は9月頃前後がピークとされる。

## 形態
クワガタ属ヒラタクワガタ亜属の中では大型種であり、体長は♂60mm - 91.6mm、♀25mm - 45mm。
フランスの文献には95mmに達するとの記載が見られる。雄に対し雌はさほど大型化せず、一般的なヒラタクワガタの雌と同程度の30mmから45mmほどの個体がほとんどである。
大腮が大きく湾曲しているため、大腮を含めた体長はオオヒラタクワガタ種より短いものの、大腮を除く身体の大きさや幅は負けず劣らず大きいものとなっている。そのため以前は「ダイオウオオヒラタ」の名前で流通していた時期があるが間もなく現在の呼称に統一されて落ち着いた。太い大顎の先半分は鈎状にほぼ直角に内側に曲がり、斜め下方に湾曲するため、横幅の広さと相まって非常に迫力のある姿となっている。大顎を開けば、上から向かって尻の部分までほぼ逆三角形のスタイルとなる。
体躯だけでなく、大顎の力もオオヒラタクワガタと同様に強烈であり気性も荒いため、挟まれた場合、出血を伴う怪我をする恐れがあるので注意が必要である。オオヒラタクワガタとの共通点が多数ある本種だが、オオヒラタに比べ光沢が強いのが特徴でオオヒラタクワガタの中で最も光沢が強いスマトラオオヒラタクワガタよりやや強い光沢がある。

## 飼育
オオヒラタクワガタ（パラワン、スマトラ等）や国内のヒラタクワガタに比べ暑さにはやや弱く、23度を超える飼育環境下での飼育は難しい。高地に生息するアルキデスオオヒラタクワガタと同様の飼育環境下が望ましい。成虫の寿命は1年半ほどが多い。気性の荒いクワガタなので、ペアリングする際には同族殺しをしないよう注意が必要となる。
産卵方法は、固めたマット、産卵材（コナラ、クヌギ等）のどちらでも生む。材については柔らかめの木を好む傾向がある。幼虫は朽木、発酵マット、菌糸材のいずれでも飼育可能である。より栄養が高いマットや菌糸での環境下では、約1年前後で卵から成虫まで育成が可能。